# يوردان تودوروف
يوردان تودوروف هو لاعب كرة قدم بلغاري في مركز الوسط، ولد في 12 نوفمبر 1981 في مونتانا في بلغاريا. لعب مع FC Montana ‏.

## وصلات خارجية
- يوردان تودوروف على موقع قاعدة بيانات كرة القدم.إي يو (الإنجليزية)